# Roter Hartriegel
Der Rote Hartriegel (Cornus sanguinea) ist eine Pflanzenart aus der Gattung der Hartriegel (Cornus) innerhalb der Familie der Hartriegelgewächse (Cornaceae). Der Name der weißblütigen Pflanzenart kommt von den roten Laubblättern im Herbst und dem harten, teilweise auch roten Holz seiner Äste. Weitere Trivialnamen sind Blutroter Hartriegel, Rotes Beinholz, Hundsbeere und Roter Hornstrauch.

## Beschreibung

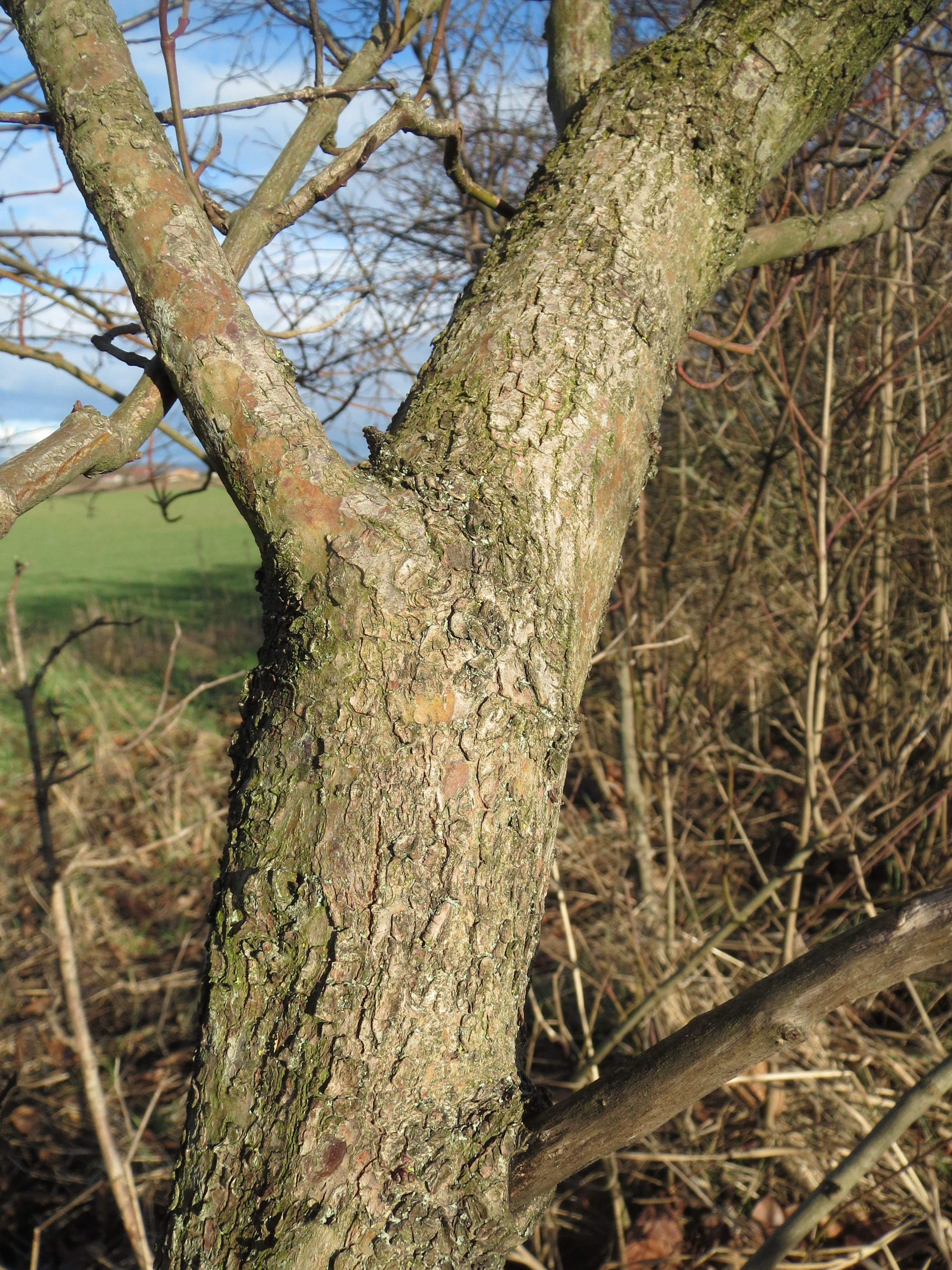
Borke

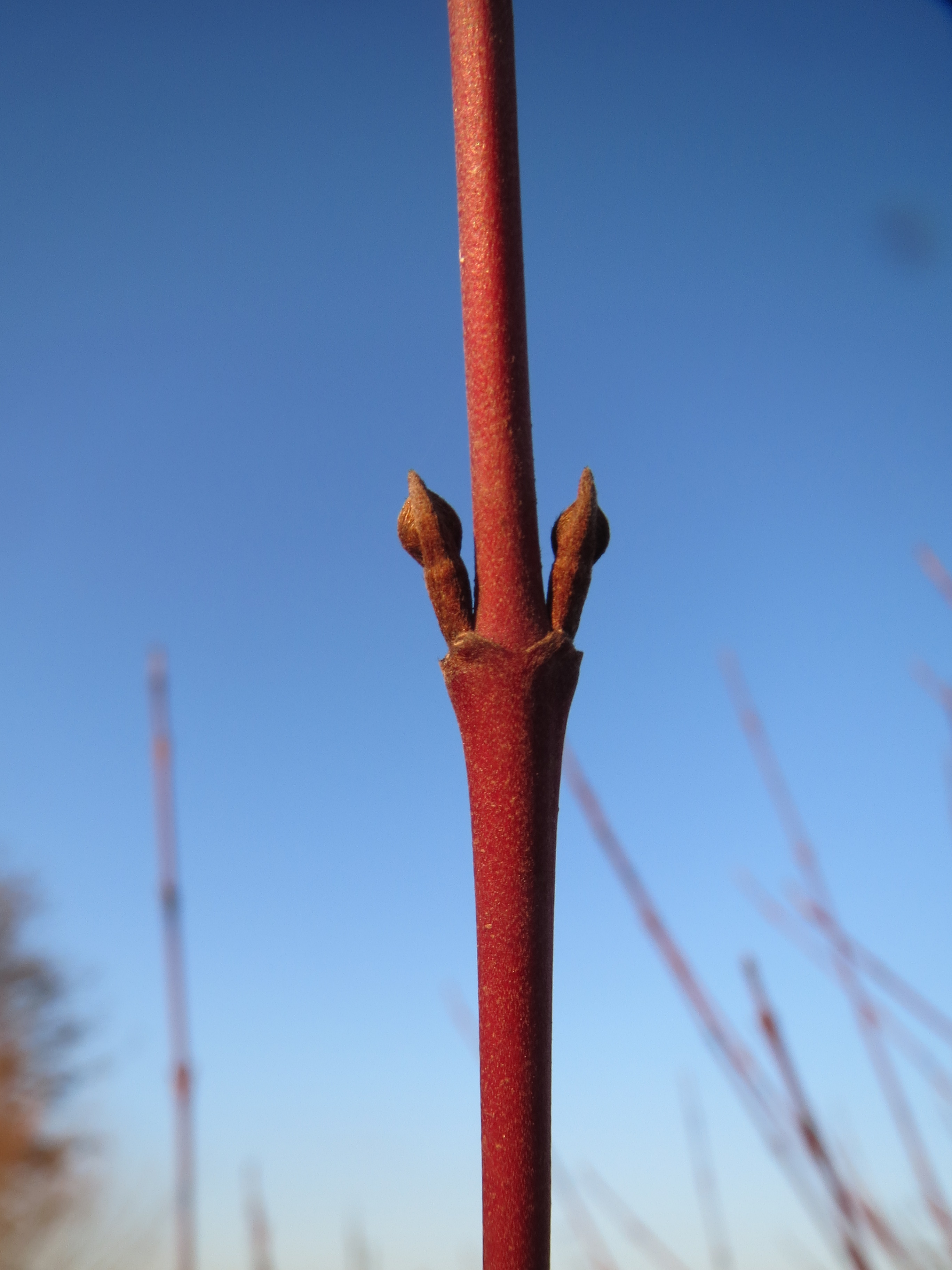
Rinde und Knospen

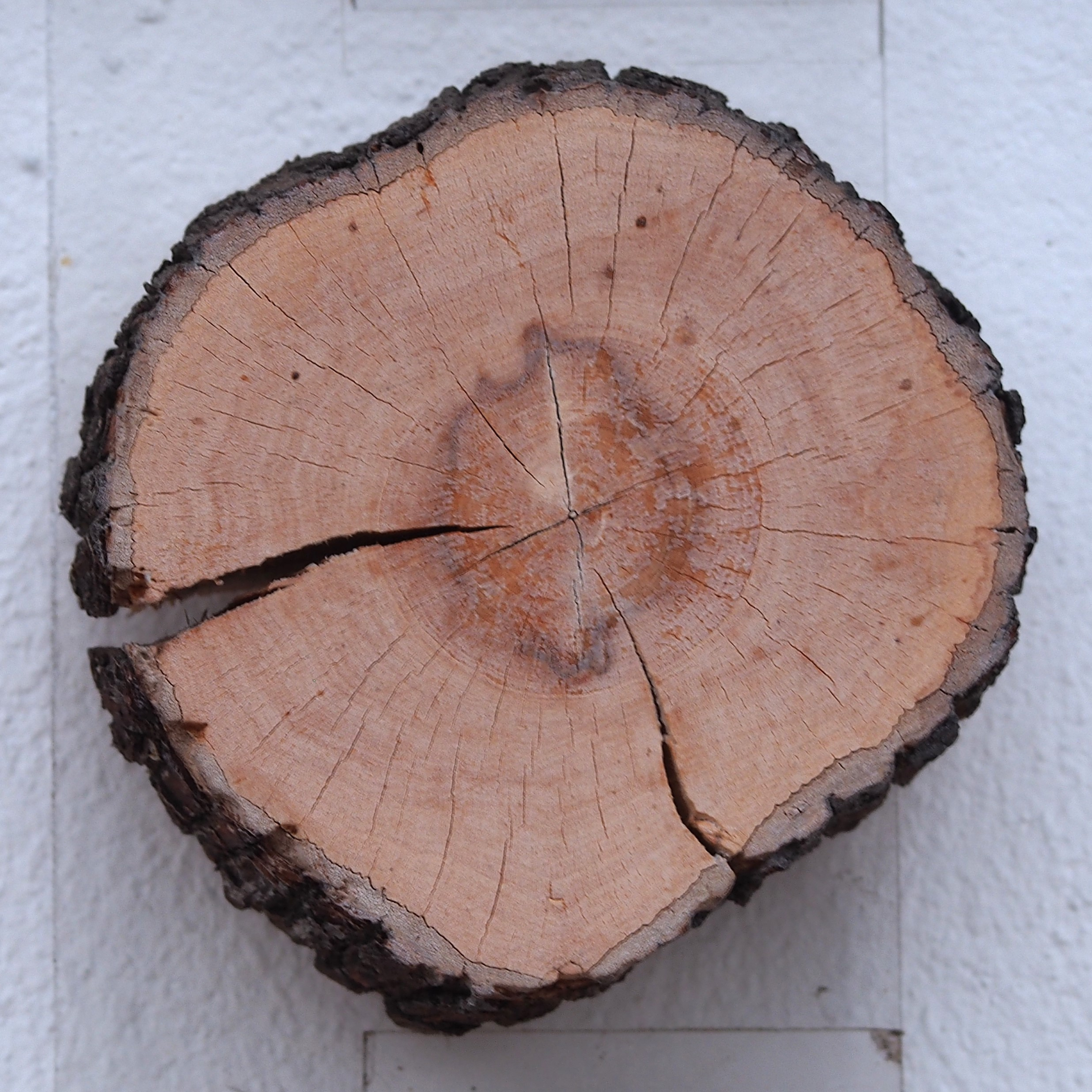

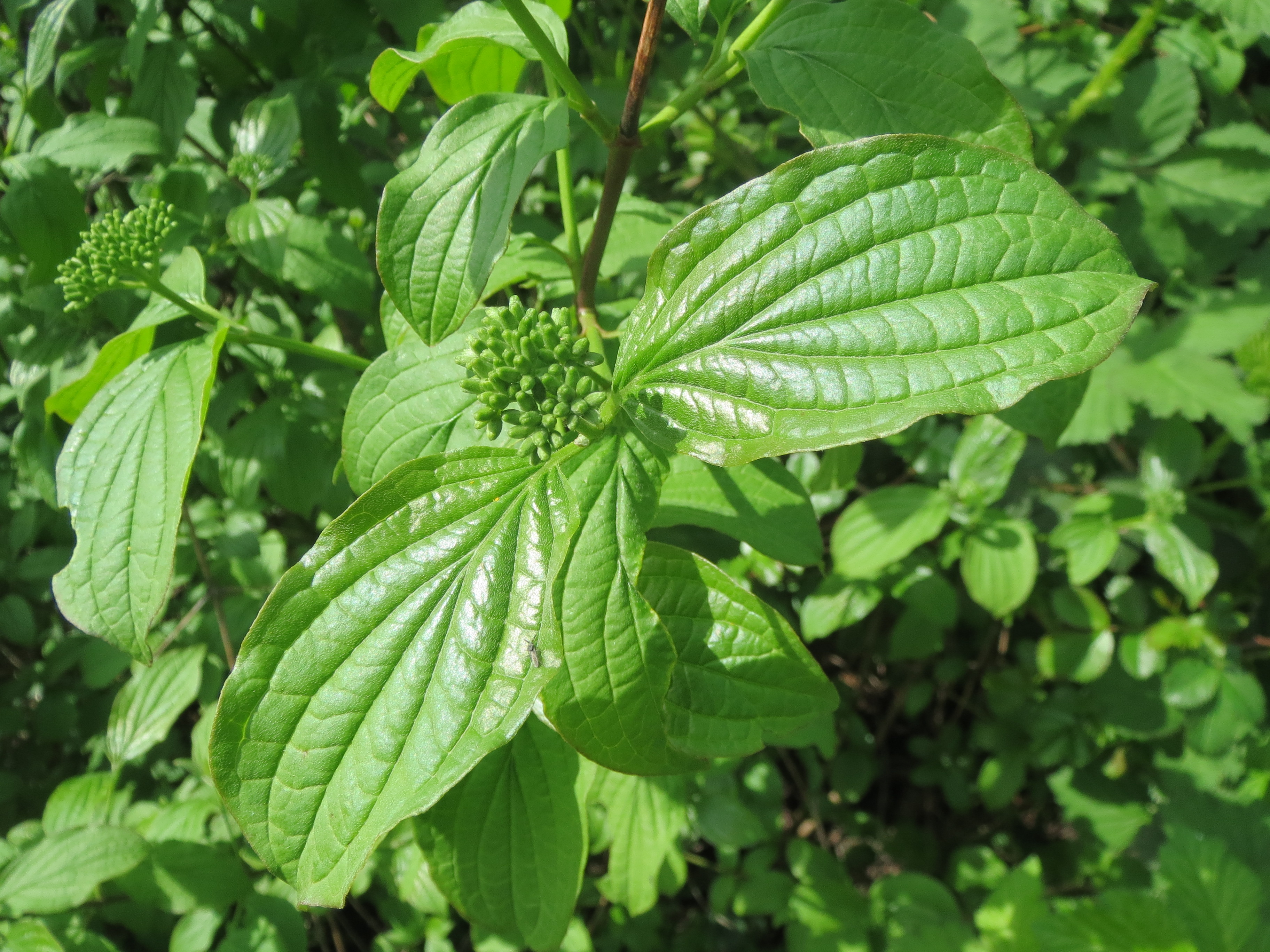
Zweig mit gegenständigen Laubblättern

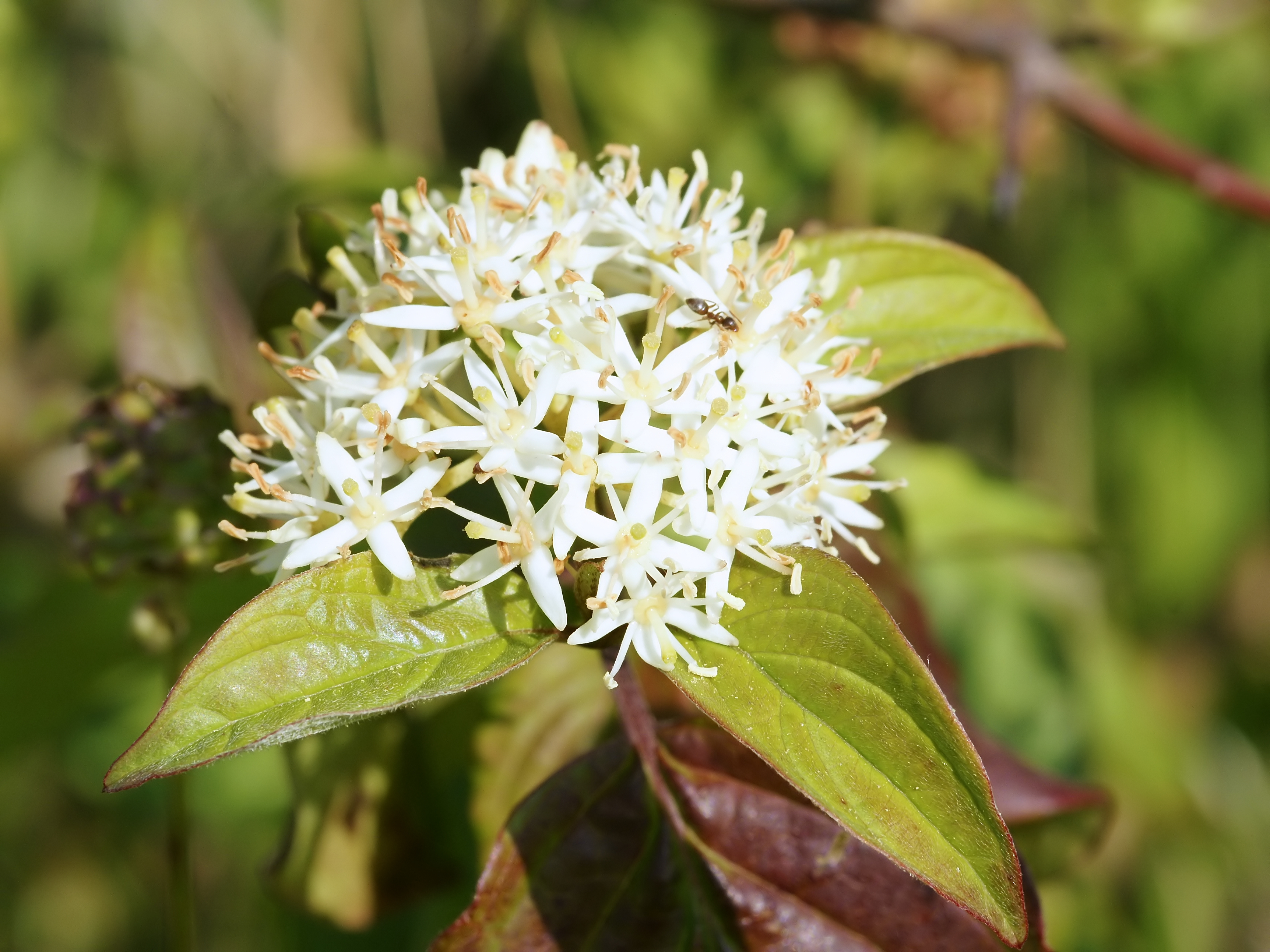
Blütenstand

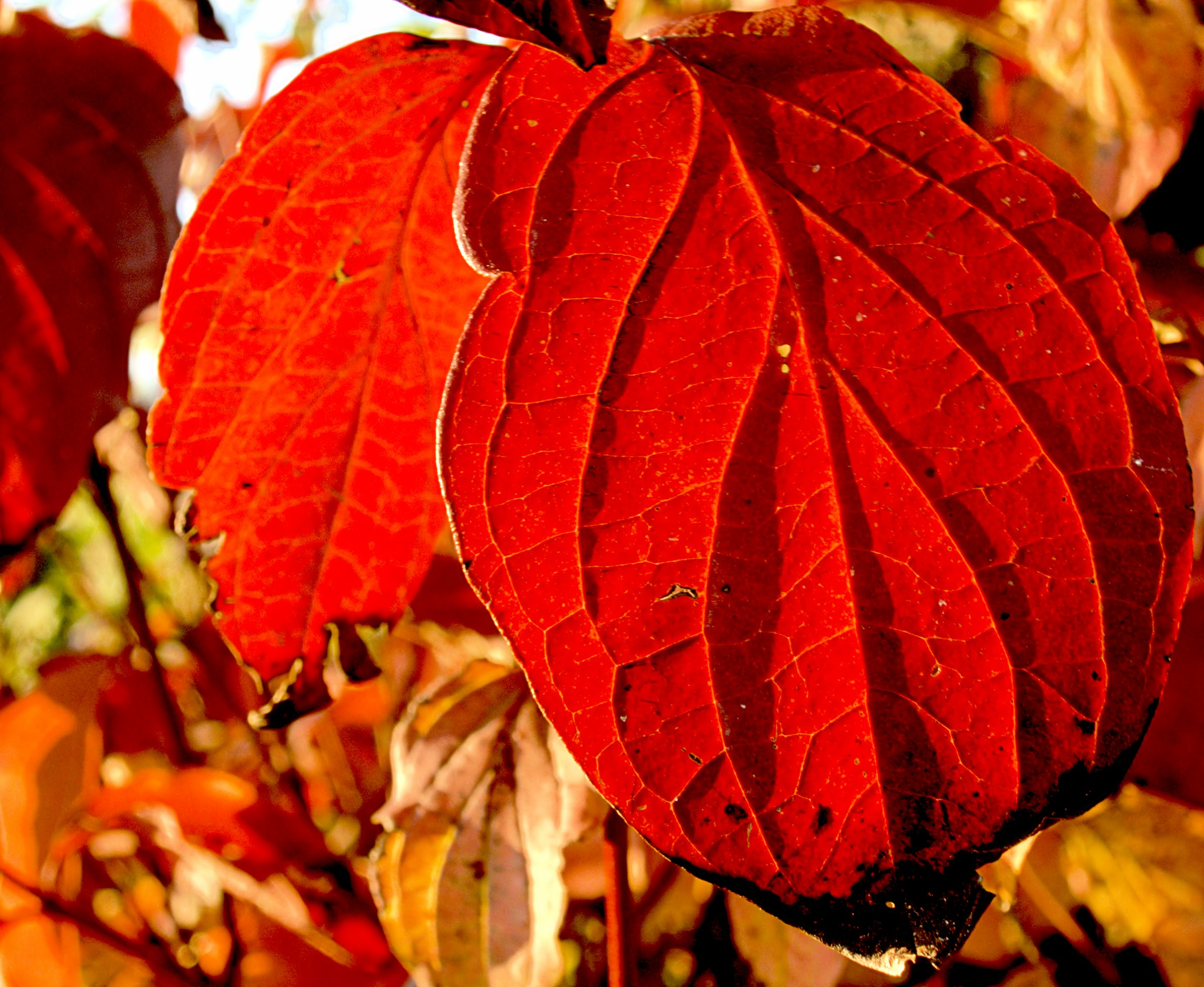
Die namensgebende Rotfärbung der Laubblätter im Herbst

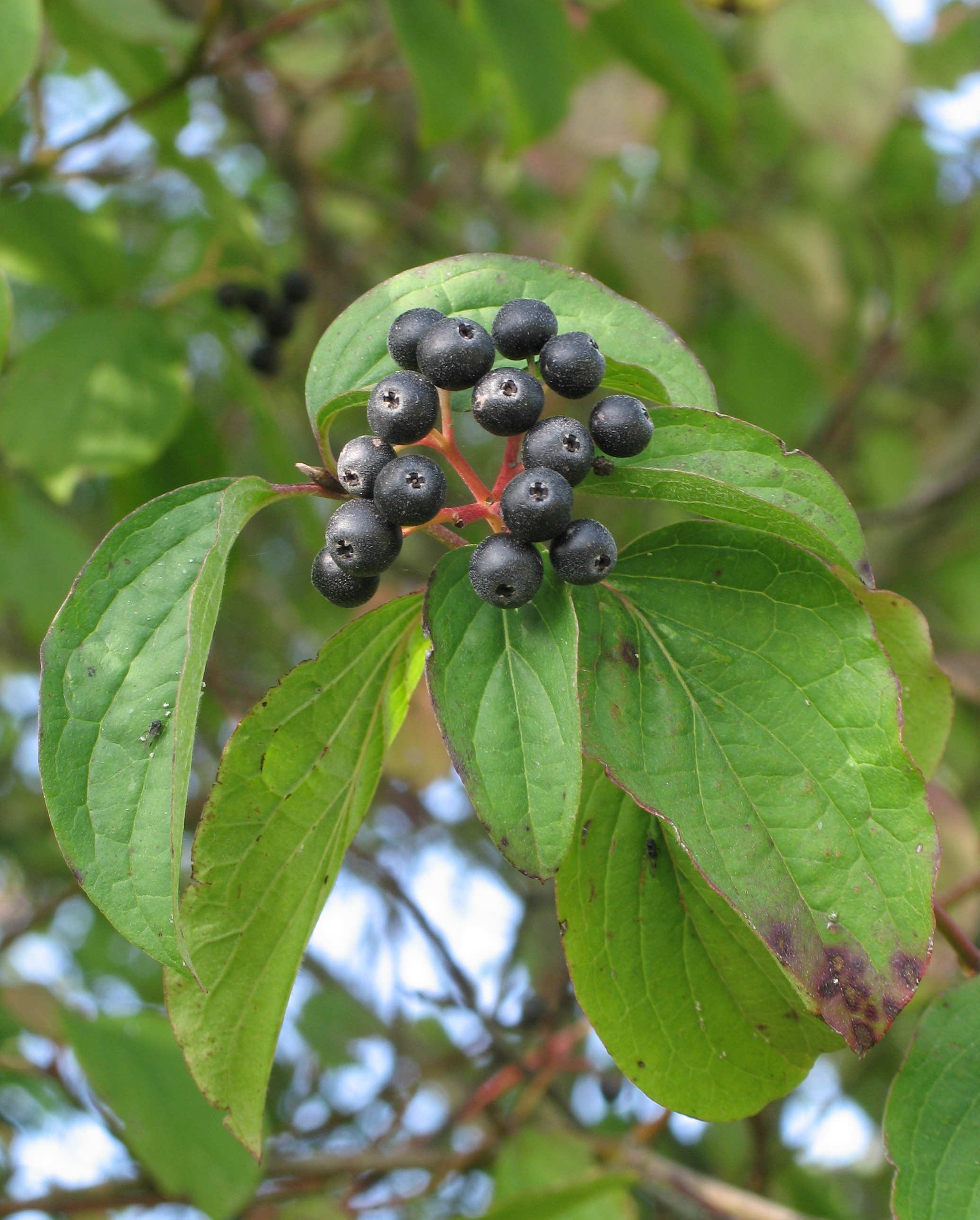
Früchte

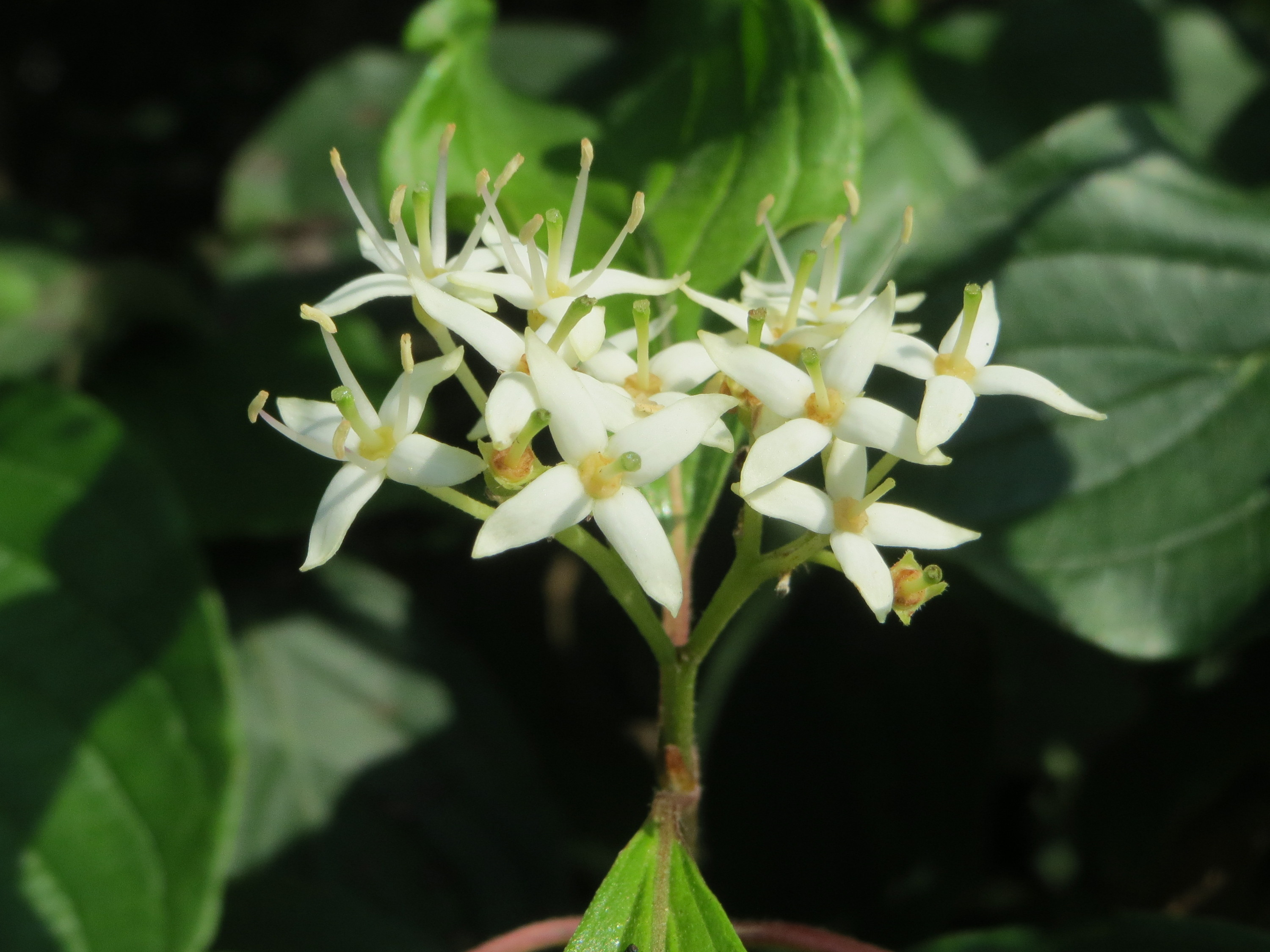
Blütenstand mit vierzähligen Blüten im Detail

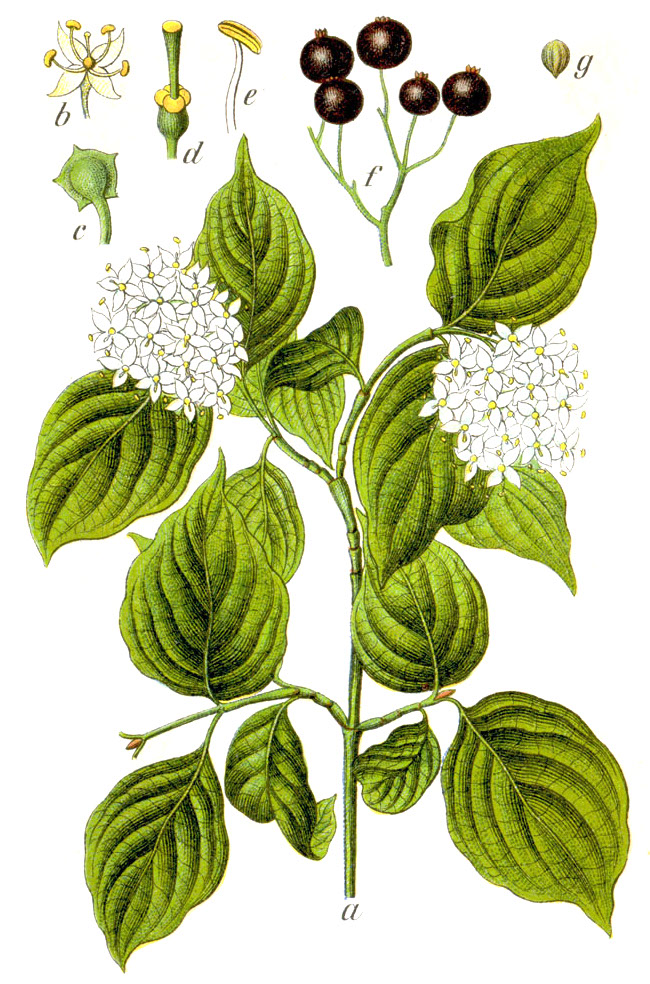
Illustration

### Erscheinungsbild und Holz
Der Rote Hartriegel bildet in Mitteleuropa 3 bis 4 Meter hohe, breite und dicht stehende, sommergrüne Sträucher. In Südeuropa kann der Rote Hartriegel auch baumförmig wachsen und erreicht dann Wuchshöhen von 6 Metern. Die Trichome sind unverzweigt oder meist zweiarmig.
Das Holz ist zäh und schwer spaltbar mit zerstreutporig verteilten Gefäßen. Splint- und Kernholz sind anders als bei anderen Hartriegelarten von gleicher rötlich-weißer Farbe.

### Rinde
Ältere Stämme zeigen eine Schuppenborke. Die Rinde einjähriger Zweige ist kurz behaart und leuchtend-rot bis braun-rot gefärbt. Die Rotfärbung wird durch Anreicherung von Anthocyan verursacht und ist kennzeichnend für diese Art. Die Rinde zweijähriger Zweige ist oliv-braun und kahl.

### Knospen
Sowohl die Blüten- als auch die Laubknospen sind bei einer Länge von bis zu 6 Millimetern länglich. Sie haben keine Knospenschuppen, stattdessen werden sie durch die braunfilzig behaarten Blätter geschützt. Die Knospen mit den Blütenständen erscheinen an den Zweigenden und im Gegensatz zu den Laubknospen verdickt. Anders als bei der Kornelkirsche (Cornus mas) liegen die Seitenknospen am Zweig an und die Spitzen sind dem Zweig zugewandt.

### Blatt
Die meist gegenständig, selten wechselständig an den Zweigen angeordneten Laubblätter sind in Blattstiel und Blattspreite gegliedert. Der Blattstiel ist 8 bis 15 Millimeter lang oder ist selten kaum erkennbar. Die einfache, ganzrandige Blattspreite ist bei einer Länge von 4 bis 10 Zentimetern sowie einer Breite von 2,5 bis 5 Zentimetern breit-elliptisch bis eiförmig mit keilförmiger Spreitenbasis und zugespitztem oberen Ende. Es liegt Fiedernervatur vor und sind drei bis fünf, an der Blattunterseite deutlich erhabene Nervenpaare vorhanden. Die Blattoberseite ist dunkelgrün und anliegend gabelig behaart, die -unterseite ist heller und besonders an den Blattadern krausig behaart. Die Stiele haben oberseits eine kleine Rinne. Nebenblätter fehlen.

### Blütenstand und Blüte
Der achsel- oder endständige, meist schirmrispige Blütenstand weist einen Durchmesser von 4 bis 8 Zentimetern auf und auf 2,5 bis 3,5 Zentimeter langen Blütenstielen stehen 20 bis 50 Blüten.
Die zwittrigen Blüten sind radiärsymmetrisch und meist vier- selten fünfzählig mit doppelter Blütenhülle. Der Blütenbecher (Hypanthium) ist vollständig mit dem Fruchtknoten verwachsen. Die meist vier sehr kurzen Kelchblätter sind, können kurz verwachsen sein. Die meist vier freien, weißen Kronblätter sind bei einer Länge von 4,5 bis 6 Millimetern linealisch-lanzettlich und an der Unterseite behaart. Es ist ein Nektardiskus vorhanden. Es ist nur ein Kreis mit meist vier freien Staubblättern vorhanden; sie sind nur etwas kürzer als die Kronblätter und überragen etwas den Griffel. Die Staubbeutel öffnen sich mit einem Längsschlitz. Der unterständige Fruchtknoten ist (ein- bis vier-) meist zweikammerig. Der einfache Griffel endet in zwei Narben.

### Frucht
Die bei Reife weiß punktierten, schwarzblauen Steinfrüchte weisen einen Durchmesser von 5 bis 8 Millimetern auf. Die Steinfrüchte enthalten ein ölhaltiges „Fruchtfleisch“ und einen kugeligen, glatten, ein- oder zweisamigen Steinkern.

### Chromosomensatz
Die Chromosomengrundzahl beträgt x = 11; es liegt Diploidie mit einer Chromosomenzahl 2n = 22.

## Phänologie
Die Blütezeit reicht von Mai bis Juni. Eine Besonderheit des Roten Hartriegels ist es, in manchen Jahren im frühen August eine zweite Blüte zu bilden. Blüten und fast reife Früchte stehen dann gleichzeitig am Strauch. Die Früchte reifen im September.

## Ökologie
Der Rote Hartriegel kann 30 bis 40 Jahre alt werden. Die jungen Zweige haben eine dünne, assimilierende, primäre Rinde, diese wird in Schatten gelblichgrün, an der Sonnenseite und vor allem im Herbst und Winter durch Anreicherung von Anthocyan blutrot. Es liegt eine VA-Mykorrhiza vor. Die Vegetative Vermehrung erfolgt durch Wurzelausläufer sowie durch als Bogentriebe herabgesenkte Zweige, die sich unter Laub leicht bewurzeln, so besonders in feuchtschattigen Wäldern, wo der Rote Hartriegel kaum blüht. Der Rote Hartriegel lässt sich auch problemlos durch Stecklinge vermehren.
Blütenökologisch handelt es sich um homogame, nektarführende Scheibenblumen mit einem unangenehmen fischartigen Geruch, hervorgerufen durch Methylamin. Die Bestäubung erfolgt durch größere Insekten, z. B. durch Fliegen, Wildbienen der Gattungen Andrena, Lasioglossum, Osmia und Käfer. Auch Selbstbestäubung findet statt.
Die Ausbreitung der Früchte erfolgt durch Vögel wie Singdrossel, Amsel, Wacholderdrossel, Rotkehlchen, Dorngrasmücke, Star, Elster, Blaumeise, Gimpel und Fasan.

## Giftigkeit und Inhaltsstoffe
Die Blüten und Laubblätter enthalten ein Flavonglykosid, Gallussäure und Ellagsäure. Destillate aus den Blättern sind reich an Salicylsäure. Die Blatthaare sind mit Calciumcarbonat überzogen, das bei Berührung mit empfindlichen Stellen der Haut zu Reizerscheinungen führen kann. Wurzeln und Zweige enthalten Verbenalin. Frische Früchte enthalten einen Anthocyankomplex. Die Früchte sind roh ungenießbar, jedoch nicht giftig. Sie können jedoch roh gegessen bei Kindern möglicherweise eine Gastroenteritis bewirken.

## Vorkommen

Verbreitung des Roten Hartriegels
Natürliche Verbreitung× Isolierte Populationen

Das natürliche Verbreitungsgebiet des Roten Hartriegels erstreckt sich von Europa über den asiatischen Teil der Türkei und den Kaukasusraum bis nach Mittelasien. Cornus sanguinea ist in wenigen US-Bundesstaaten ein Neophyt.
Der Rote Hartriegel wächst in Mitteleuropa in Hecken und Strauchflächen, seltener in artenreichen Wäldern. Er wächst in Pflanzengesellschaften der Ordnung Prunetalia, besonders in denen des Verbands Berberidion. Er gedeiht am besten auf trockenen bis frischen, schwach sauren bis alkalischen, sandig- bis lehmig-humosen, mäßig nährstoffreichen Böden. Er wächst vorwiegend im Flachland, man findet ihn jedoch in den Bayerischen Alpen in Höhenlagen bis zu 900 Metern, in den Allgäuer Alpen bis zu 1100 Metern, in Tirol bis auf 1350 Meter und im Wallis bis zu 1550 Metern.
Die ökologischen Zeigerwerte nach Landolt et al. 2010 sind in der Schweiz: Feuchtezahl F = 3 (mäßig feucht), Lichtzahl L = 3 (halbschattig), Reaktionszahl R = 4 (neutral bis basisch), Temperaturzahl T = 3+ (unter-montan und ober-kollin), Nährstoffzahl N = 3 (mäßig nährstoffarm bis mäßig nährstoffreich), Kontinentalitätszahl K = 3 (subozeanisch bis subkontinental).

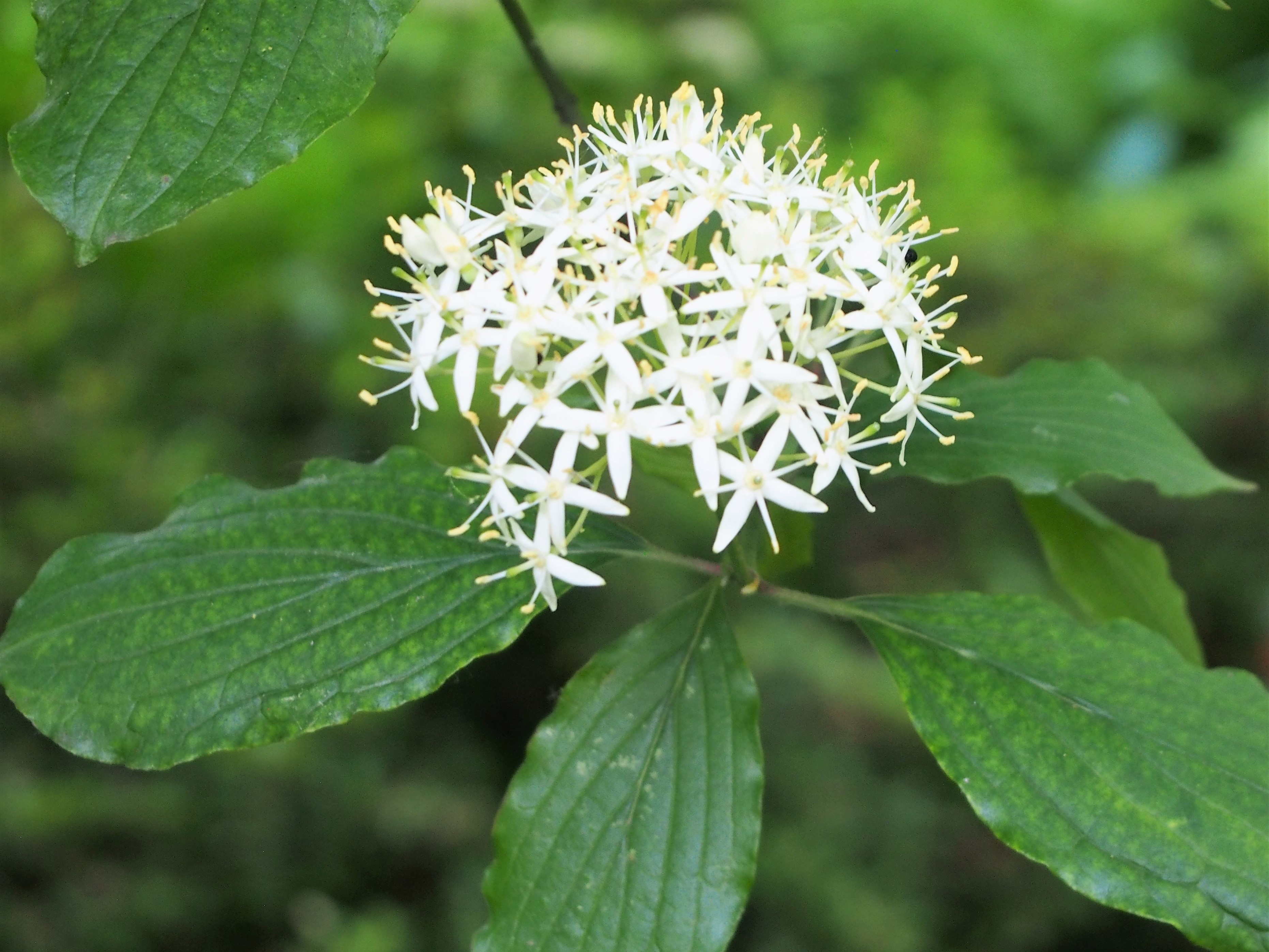
Zweig mit Laubblättern und Blütenstand von Cornus sanguinea subsp. australis

## Systematik und botanische Geschichte
Der Rote Hartriegel (Cornus sanguinea) ist eine Art aus der Gattung der Hartriegel (Cornus) innerhalb der Familie der Hartriegelgewächse (Cornaceae).
Diese Art wurde schon im Altertum von Plinius als Cornus femina beschrieben. Die wissenschaftliche Erstveröffentlichung unter dem Namen Cornus sanguinea erfolgte durch Carl von Linné 1753 in seinem Werk Species Plantarum, Tomus I, S. 117.
Je nach Autor gibt es einige Unterarten:
- Cornus sanguinea L. subsp. sanguinea
- Cornus sanguinea subsp. australis (C.A.Mey.) Jav.: Von Cornus sanguinea subsp. sanguinea unterscheidet sich die Unterart Cornus sanguinea subsp. australis  durch folgende Merkmale: Sie hat eiförmig und stachelspitzige, bis zu 8 Zentimeter lange Blätter, die anfangs unterseitig flaumig behaart sind, später sind sie auf beiden Seiten angedrückt behaart. Die Früchte sind dunkelpurpurfarben und weisen einen Durchmesser von etwa 5 Millimetern auf. Das Verbreitungsgebiet dieser Unterart erstreckt sich von Mitteleuropa ostwärts bis nach Mittelasien.[6]
- Cornus sanguinea subsp. cilicica (Wangerin) D.F.Chamb.: Sie kommt im Gebiet von Libanon, Syrien und der Türkei vor.[15]
- Cornus sanguinea nothosubsp. czerniaewii Grosset (= Cornus sanguinea subsp. australis x Cornus sanguinea subsp. sanguinea): Diese Hybride kommt in Österreich, Tschechien und in der Ukraine vor.[16]
- Cornus sanguinea subsp. hungarica (Kárpáti) Soó: Sie kommt in Deutschland, Österreich, Polen, Tschechien, in der Slowakei, in Slowenien, Kroatien, Ungarn, Bulgarien, Rumänien, Belarus und in der Ukraine vor.[15]

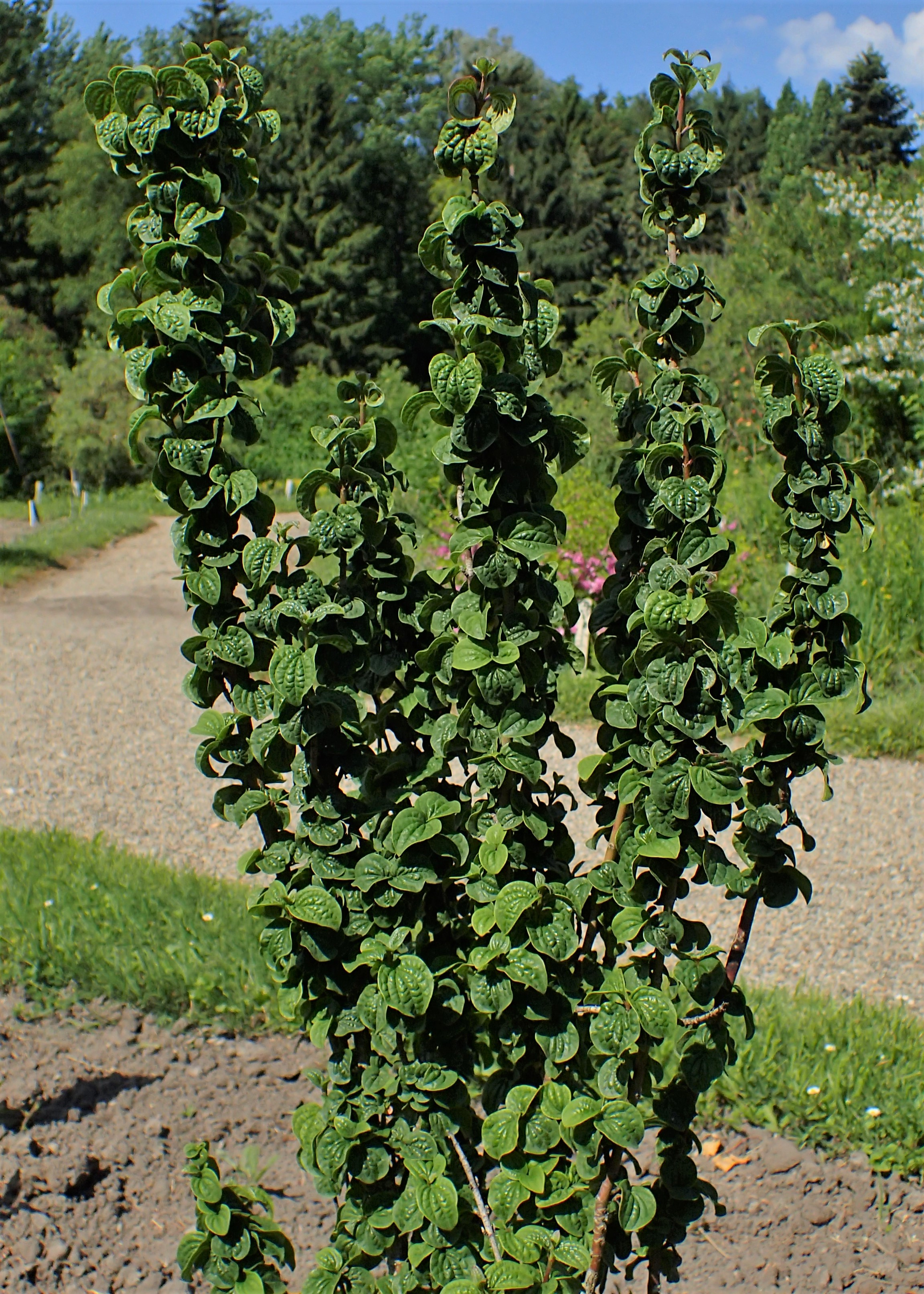
Sorte ‘Compressa’

## Verwendung
Der Rote Hartriegel wird häufig aufgrund seiner bemerkenswerten Blüten als Zierpflanze verwendet. Er dient auch als Bienenweide. Die Früchte sind trotz anderslautender Berichte nicht giftig, roh jedoch ungenießbar. Sie enthalten einen hohen Anteil an Vitamin C und werden zur Herstellung von Fruchtsäften und Marmelade verwendet. In wärmeren Gebieten wird der Rote Hartriegel zur Aufforstung problematischer Standorte eingesetzt, so etwa in Bologna zur Begrünung stark erodierter Tonhänge oder in Ungarn als Vorbereitung für eine spätere Aufforstung mit Eiche und Buche. Bis ins 18. Jahrhundert wurde das in den Samen zu 40 bis 45 Prozent enthaltene Öl auch zu Brennzwecken verwendet. Aus den Zweigen wurden Körbe geflochten und das harte, zähe und feste Holz wurde zum Drechseln benutzt.

## Trivialnamen
Für den Roten Hartriegel bestehen bzw. bestanden auch die weiteren deutschsprachigen Trivialnamen Arlitzbaum (mittelhochdeutsch), Rotes Beinholz, Beinweide (Salzburg, Bern), Beinweidli (Bern), Beinwüdli (Bern), Blutruothe (St. Gallen im Rheintal), Blutaruthis (St. Gallen im Rheintal), Blutruthen (Graubünden), Boanweig (Werfen), Wilde Dirntel (Österreich), Dürlitzenstrauch, Erlisbaum (mittelhochdeutsch), Erlischbaum (mittelhochdeutsch), Erlizbaum, Geishasla (St. Gallen), Grungel (Bern), Haberspies (Henneberg), Härtern, Haritugil (althochdeutsch), Harlbam (Göttingen), Hartbaum (Schlesien), Hartbom (Schlesien), Hartbömken (Prignitz), Hartdrogiln (mittelhochdeutsch), Hartdrugil (mittelhochdeutsch), Harterugilin (althochdeutsch), Hartelbom (Göttingen), Hartjebam (Göttingen), Hardreder (Thüringen), Hartredel, Hartregel (mittelhochdeutsch), Hartriegel (Mark, Württemberg), Hartrigel (mittelhochdeutsch), Hartröthern, Hartrügeln (mittelhochdeutsch), Hartrugel (mittelhochdeutsch), Hartrugil (althochdeutsch), Hartboum (althochdeutsch), Hartstrauch (Schlesien), Hartweide (Schlesien), Harttrügel (mittelhochdeutsch), Harttrugelin (althochdeutsch), Hartwigilin (mittelhochdeutsch), Heckenbaum (Schlesien), Heckholz (Schlesien), Heresken, Herzbaum, Herzbeerstaude, Horlizen, Horlske, Hundsbeerstaade (Schwaben, Österreich), Hundsbeerstrauch (Schwaben, Österreich), Isebaum (Schweiz), Iseholz (Schweiz), Iseruthe (Schweiz), Rot Kerngerten, Kiengerte (Bern), Kingerte (Bern), Kürbeerenbaum, Ladstockholz, Röthern (Schlesien), Rotcherngert (St. Gallen bei Werdenberg), Rothbeinholz, Rothgerten (Schlesien), Rothholz, Schiesbeeren (Schlesien), Schusterholz, Teufelsbeeren (Schlesien), Teufelsmättern (Bayern), Teufelsmatten (Schwaben), Teufelsmettern, Todtentraube (Eifel bei Kelberg), Roode Wilge (Oldenburg) und Zeigelruthe (Schweiz).

## Nachweise